# Францисканский монастырь (Оребич)
Монастырь Девы Марии — Царицы ангелов (хорв. Samostan Gospe od Anđela) — католический францисканский монастырь в Хорватии на полуострове Пелешац, в 2 км к западу от города Оребич.

## История

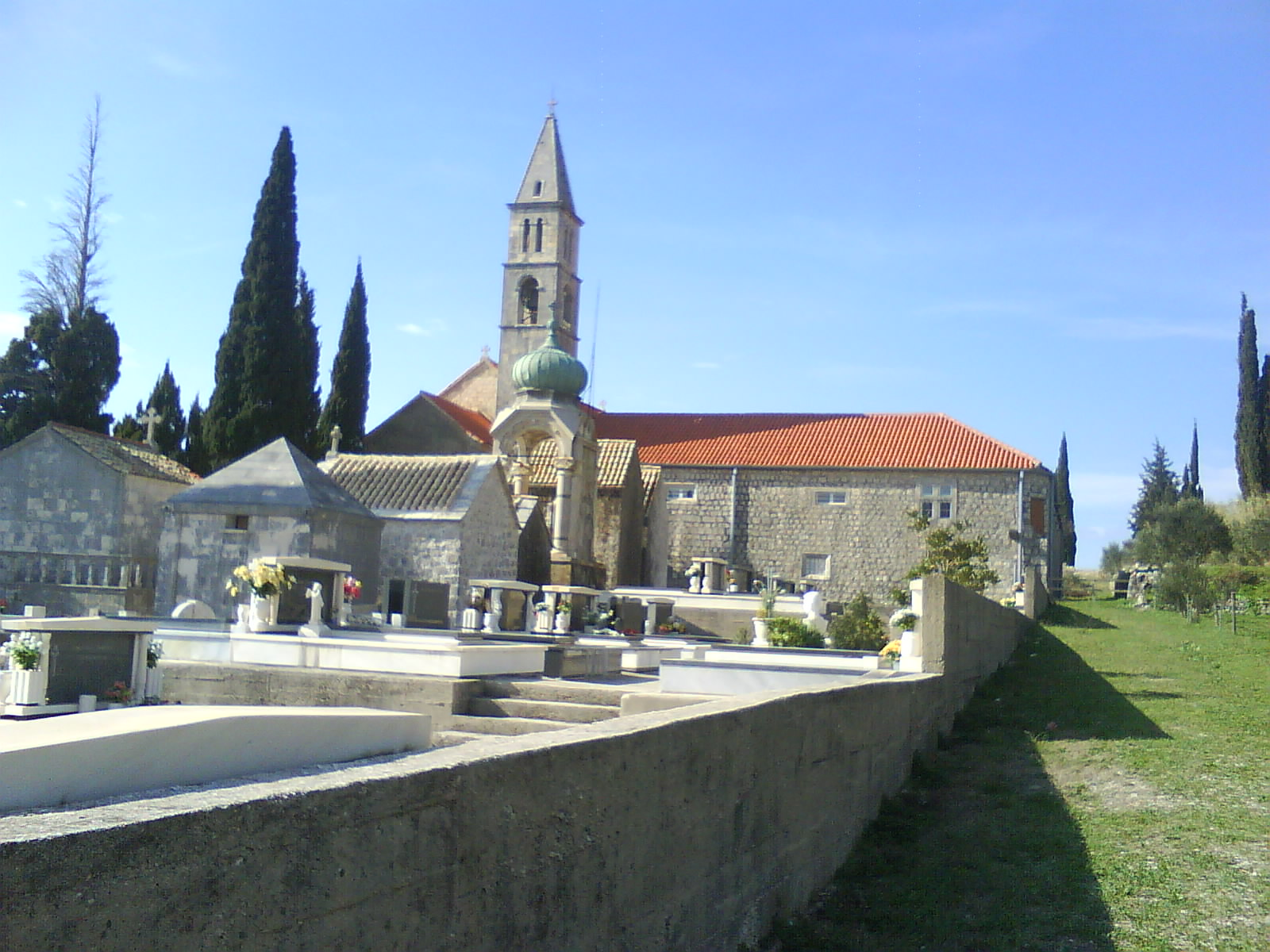
Кладбище и монастырь на заднем плане

Монастырь основан в конце XV века. В 1481 году сенат Дубровницкой республики, которой принадлежал Оребич с 1333 по 1806 год, проголосовал за выделение средств на строительство обители в Трстенице (прежнее название Оребича), которое было поручено Михочу Радишичу. Современное здание монастырской церкви построено в 1534 году, прочие строения монастыря многократно перестраивались в ходе истории.

## Расположение
Монастырь стоит на высоте 152 м над уровнем моря. Ниже монастыря находится крутой склон, спускающийся к Пелешацкому проливу, отделяющему полуостров Пелешац от острова Корчула. Монастырь окружён густым сосновым лесом, от него открывается живописный вид на пролив и старый город Корчулы. Кипарисовая роща, часть окружающего монастырь леса, находится под охраной, как природный памятник.
Доминантой монастыря является церковь, построенная в начале XVI века в готическо-ренессансном стиле и освящённая 17 мая 1534 года. Единый архитектурный комплекс со зданием церкви составляет одноэтажное здание монастыря, четыре корпуса которого образуют клуатр. В монастырской церкви хранится резной образ Девы Марии работы Николая Фирентинца.
Рядом с монастырём расположено кладбище, на котором в числе прочих похоронены многие потомственные моряки (Оребич в Средние века был городом моряков). По старинной традиции суда, проходящие по Пелешацкому проливу под монастырем, дают трёхкратный гудок, на что монахи отвечают звоном колоколов.